# Precision Drilling
Precision Drilling ist der größte kanadische Dienstleister für die Erdölgewinnung mit derzeit mehr als 240 Förderplattformen weltweit.

## Geschichte
Die Firma wird 1951 als Erdgasunternehmen gegründet. 1969 fusioniert die Firma zur Precision Drilling Co. Ltd. 1984 kauft Precision Drilling die ersten drei Förderplattformen und beginnt mit der Ölförderung. 1987 wird Cypress Drilling Ltd übernommen – das Unternehmen hat nun 27 Förderplattformen. 1988 folgt Spartan Drilling – jetzt sind es 35 Förderplattformen. 1990 erfindet die Firma einen neuen Bohrplattformtyp, der große Gewinne einfährt. 1992 wird Precision Drilling international, sie kauft Sierra Drilling einschließlich einer 50 % Beteiligung am Herstellungsbetrieb Sierra Drill Manufacturing. Durch weitere Aufkäufe wird bis 1994 die Zahl von 83 Förderplattformen erreicht.
1996 beginnt die weitere Diversifizierung mit der Übernahme von EnServ Corporation für 223 Mio. Dollar. 1997 wurde eine Reihe von Ölbohrfirmen übernommen, darunter Lynx mit 94 Ölplattformen in Kanada, sodass zum Jahresende die Zahl von 207 Förderplattformen erreicht wird. 1999 kauft Precision die Firma Computalog Ltd und später Underbalanced Drilling Systems Ltd, die das Portfolio komplettieren. Im Jahre 2000 können dann Ölförderrechte in Kasachstan erworben werden.
Seit 2005 ist Precision börsennotiert an der Toronto Stock Exchange TSX (Symbol PD.UN) und an der New York Stock Exchange NYSE (Symbol PDS).